# Ravine du Nord-Ouest
La ravine du Nord-Ouest est une ravine située au Moule en Guadeloupe. 
Elle se jette dans la baie du Nord-Ouest après un cours d'environ 4 km. Elle est traversée à son embouchure, avant la baie par la roue nationale 5 passant sur le pont de la baie du Moule. 

## Notes et références

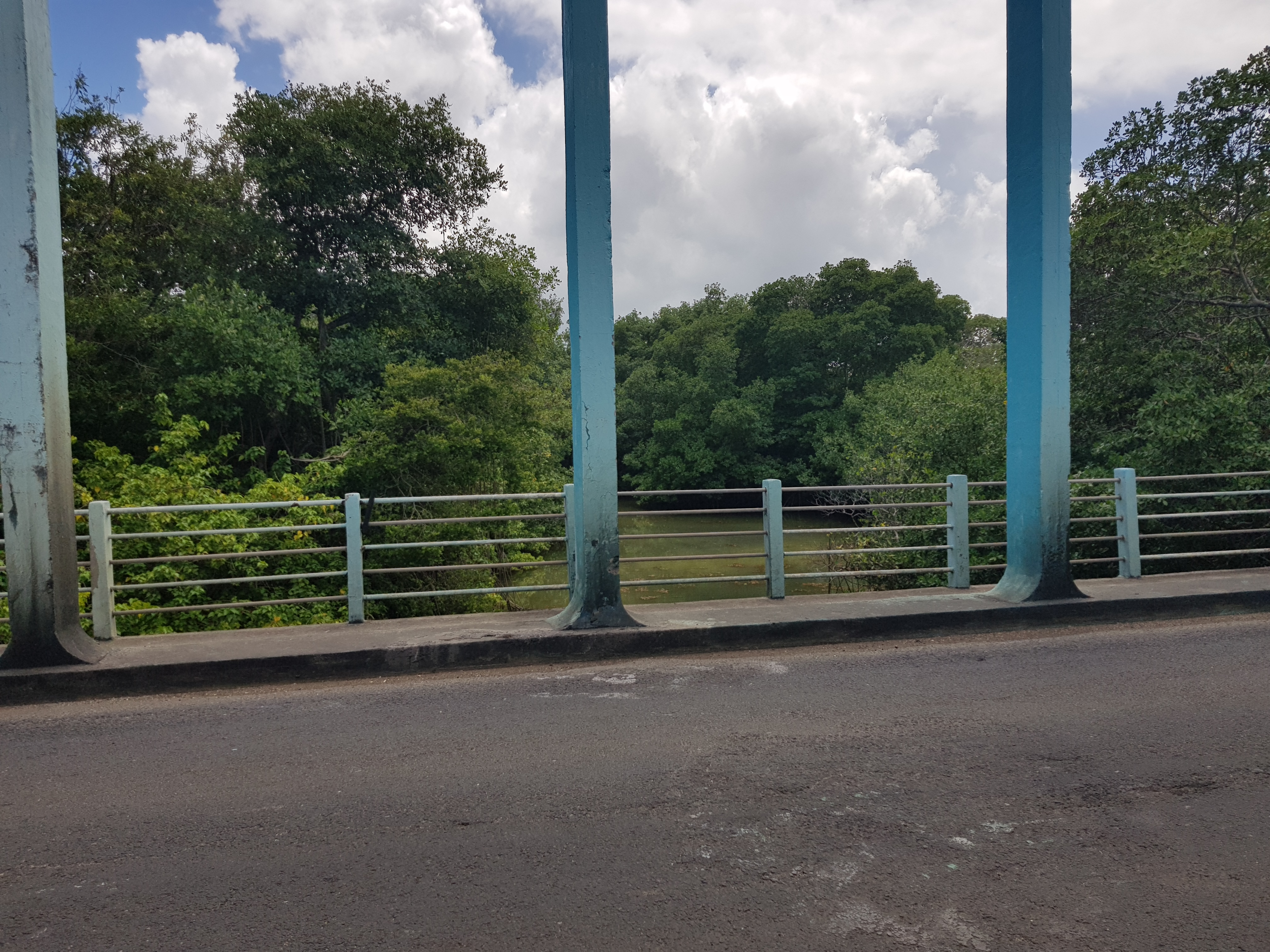
Pont de la ravine du Nord-Ouest (Nationale 5, Guadeloupe)